# Noirval
Noirval település Franciaországban, Ardennes megyében. Lakosainak száma 24 fő (2022. január 1.). Noirval Belleville-et-Châtillon-sur-Bar és Quatre-Champs községekkel határos.

## Népesség
A település népességének változása:
| Lakosok száma | 75   | 42   | 47   | 34   | 31   | 30   | 27   | 26   | 25   | 24   |
|               | 1968 | 1982 | 1990 | 2006 | 2013 | 2015 | 2017 | 2019 | 2020 | 2022 |